# Karel Boom
Karel Boom (Hoogstraten, 3 april 1858 – Antwerpen, 13 december 1939) (ook genoemd Charles Boom) was een Belgisch kunstschilder.
Karel Boom was een leerling van Hendrik Schaefels en Karel Verlat. Hij had een voorkeur voor historische taferelen en portretten. Hij werd later leraar aan de Koninklijke Academie voor Schone Kunsten van Antwerpen. Het grafmonument van Karel Boom werd door het Wilrijks district gerestaureerd. In Hoogstraten is een straat naar hem vernoemd.

## Werken
Zijn werken zijn te vinden in het stadhuis en het gerechtshof van Antwerpen, in het kasteel van Turnhout 
en in het stadhuis van Hoogstraten. In de nacht van 23 mei 2017 sprong een waterkraantje waardoor grote delen van het stadhuis van Hoogstraten onder water liepen. Schilderijen van Karel Boom liepen waterschade op, maar zijn ondertussen gerestaureerd.

## Enkele titels[5]
- De kaartspelers (1893)
- Jonge vrouw met hond op het strand (1901)
- Portret van dame in zwart (1897)
- De kunstschilderes (1887)
- De kunsthandelaar
- Een gelukkig gezin
- De tekenles (1897)
- Twee  zusters (1901)
- Vieruurtje (1890)
- Zeeuws meisje (1892)
- Familieportret (1894)
- De kantwerkster (1903)
- Speeltijd (1890)
- Stilleven (1910)
- De lezende vrouw (1896)
- Rustende dame
- De paardenmarkt te Antwerpen (1892)
- Een zonnige zondagmiddag in het park (1897)

- RKD-Nederlands Instituut voor Kunstgeschiedenis: 10519
- Union List of Artist Names: 500050680
- Virtual International Authority File: 96019909